# Progress M-07M
Progress M-07M (ryska: Прогресс М-07M) eller som NASA kallar den, Progress 39 eller 39P, var en rysk obemannad rymdfarkost som levererade förnödenheter, syre, vatten och bränsle till rymdstationen ISS. Den sköts upp med en Sojuz-U-raket från Kosmodromen i Bajkonur 10 september 2010 och dockade med ISS den 12 september. 
Den lämnade stationen den 20 februari 2011 och brann upp i jordens atmosfär några timmar senare.

### Fotnoter
1. ↑  ”NASA Space Science Data Coordinated Archive” (på engelska). NASA. https://nssdc.gsfc.nasa.gov/nmc/spacecraft/display.action?id=2010-044A. Läst 1 mars 2020.
2. ↑  Manned Astronautics - Figures & Facts Arkiverad 16 juni 2011 hämtat från the Wayback Machine., läst 15 juli 2016.